# Pluot

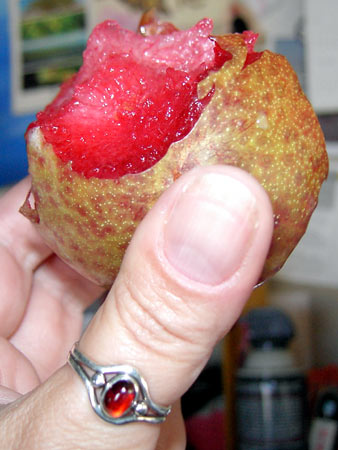
Un pluot

Un pluot és el nom comercial per una varietat interespecífica de pruna o Plumcot desenvolupada a finals del segle XX per Floyd Zaiger. Als Estats Units es considera com un interespecífic de pruna o plumcot. És un híbrid producte d'un creuament complex de pruna i albercoc, mostrant més trets de pruna. El pluot, com l'aprium, deriva de prunes, albercocs i/o híbrids anomenats plumcots.
Té la pell suau com les prunes. Els pluots són molt dolços, el seu sabor és intens i tenen molt suc. Els pluots també són rics en vitamina A.
"Pluot" és una marca registrada de Zaiger's Genetics.